# Zdziwój Stary
Zdziwój Stary – wieś w Polsce położona w województwie mazowieckim, w powiecie przasnyskim, w gminie Chorzele. Ma status sołectwa.
Wierni Kościoła rzymskokatolickiego należą do parafii św. Rocha w Janowie.
W latach 1975–1998 miejscowość administracyjnie należała do województwa ostrołęckiego.
W XX wieku w Ździwóju Starym znajdowała się siedziba gminy.